# Alemánico superior
El alemánico superior (en alemánico Hegschtalemannisch; en alemán: Höchstalemannisch, pronunciación: /ˈhøːçstʔaləˌmanɪʃ/ⓘ) es una variedad dialectal del alemánico, una lengua altogermánica superior. Aunque a menudo se la considera como parte de la lengua alemana, la inteligibilidad mutua con los dialectos germánicos no alemánicos y con el alemán estándar es muy limitada.
Los dialectos del alemánico superior se hablan en las regiones alpinas de Suiza: el Oberland bernés, las partes germanófonas del cantón de Friburgo, el cantón del Valais y en los lugares con población de origen walser (la mayoría en Suiza, pero también en Italia y en Austria; véase idioma walser). Al oeste, al sur y al sureste, se encuentran rodeados por lenguas romances y al norte, por dialectos alto alemánicos. En el cantón suizo de los Grisones, solo se habla alemánico superior en los enclaves walser de la zona de habla romanche de Prättigau, Schanfigg y Davos, mientras que en el valle del Rin, Coira y Engadina se habla alto alemánico.

## Características
La principal característica de los dialectos alemánicos superiores es la ausencia de diptongos, encontrándonos por ejemplo hiatos en palabras como [ˈʃniː.ə(n)] 'nevar', [ˈb̥uː.ə(n)] 'construir' (en alto alemánico [ˈʃnei̯jə], [ˈb̥ou̯wə]).
| Alemánico superior (Sense) | Alto alemánico (Berna) | Alemán estándar                 | Traducción |
| -------------------------- | ---------------------- | ------------------------------- | ---------- |
| schnye                     | schneie                | schneien (con el diptongo [aɪ]) | nevar      |
| bue                        | boue                   | bauen                           | construir  |

Otra característica del alemánico superior que lo diferencia de otras variedades del alemán es que el adjectivo también se declina cuando forma parte de un predicado nominal:
| Alemánico superior (Sense) | Alto alemánico (Berna) | Alemán estándar | Traducción     |
| -------------------------- | ---------------------- | --------------- | -------------- |
| as isch schöns             | äs isch schön          | es ist schön    | ello es bonito |
| si isch schöni             | si isch schön          | sie ist schön   | ella es bonita |

En muchos dialectos alemánicos superiores puede encontrarse una forma plural especial de los sustantivos femeninos débiles. A diferencia de las anteriores características, ésta no es un arcaísmo, sino que puede haber surgido por la influencia de los dialectos romances vecinos:
| Alemánico superior (Sense) | Alemánico superior (Glaris) | Alto alemánico (Berna) | Alemán estándar | Traducción |
| -------------------------- | --------------------------- | ---------------------- | --------------- | ---------- |
| a Tana                     | e Tanne                     | e Tanne                | eine Tanne      | un abeto   |
| zwü Tane                   | zwi Tanne                   | zwo Tanne              | zwei Tannen     | dos abetos |

Otra arcaísmo de los dialectos alemánicos superiores es la pervivencia del genitivo posesivo, ausente por completo en muchos dialectos alto alemánicos.
Muchos dialectos alto alemánicos tienen diferentes desinencias verbales en las tres personas del plural, por ejemplo: wir singe(n) (en español 'nosotros cantamos'), ir singet ('vosotros cantáis') y si singent ('ellos cantan'). En casi todos los demás dialectos alemanes se usa la misma terminación para la primera y tercera personas del plural.
Hay dialectos del alto alemánico que todavía conservan la desinencia -n que se ha perdido en la mayoría de dialectos altogermánicos.
Los dialectos alemánicos superiores se consideran los más arcaizantes del alemán. Por ejemplo, el dialecto de Lötschental todavía tenía tres tipos distintos de verbos débiles (como en el alto alemán antiguo) a principios del siglo XX.

## Extensión
- Oberland bernés
- Cantones de Uri, Obwalden y Nidwalden
- Cantón de Schwyz, excepto el distrito de Höfe
- Cantón de Glaris
- El distrito de Sense en el cantón de Friburgo (Senslerisch)
- Cantón del Valais (idioma walser):
- enclaves lingüísticos fundados por los walser:
  - en el cantón del Tesino: Bosco/Gurin
  - en el cantón de los Grisones: Obersaxen, Vals, Safiental, Rheinwald, Avers, Mutten, Davos, Prättigau
  - en Italia:
    - Valle de Aosta: Gressoney-La-Trinité, Gressoney-Saint-Jean, Issime
    - Vercelli: Alagna Valsesia, Rima San Giuseppe, Rimella, Riva Valdobbia
    - Verbania-Cusio-Ossola: Formazza, Macugnaga
    - el walser se ha extinguido en: Carcoforo, Rimasco, Fobello, Salecchio, Ornavasso, Campello Monti, Agaro, Ausone

  - en Liechtenstein: Triesenberg
  - en Austria:
    - en Vorarlberg: Damüls, Grosswalsertal, Kleinwalsertal; Tannberg con Schröcken, Lech y Warth
    - en el Tirol: Lechleiten y Gehren

- Datos: Q687538